# Декрет против комунизма
Декрет против комунизма је архивски документ Римокатоличке цркве из 1949. године (одобрио га тадашњи папа Пије XII), чији је циљ екскомуникација из Римокатоличке цркве свих вјерника који сарађују са комунистичким организацијама. Документом је формално екскомуницирано више милиона католика, што је највећи број у том контексту у историји Римокатоличке цркве.
Ватикан, који се није отворено оштро супротстављао комунизму за вријеме Другог свјетског рата, након 1945. године је постао знатно грубљи ка овој идеологији. Ово је био наставак ранијег рада из 1937. године, под насловом Divini Redemptoris, у којем је већ био заузет врло строг став како према комунизму тако и његовим хришћанским варијантама.
Света столица је издала неколико декрета, које се грубо могу подијелити у двије категорије:
- Одбрана црквених права по питањима постављања бискупа и црквених активности и
- Осуђивање учествовања у комунистичким партијама и организацијама.

Дана 15. јула 1948. године у „L'Osservatore Romano“ је објављен декрет против комунизма, који екскомуницира оне који шире „материјалистичка и антихришћанска учења комунизма“, што је широко схваћено као екскомуникација Комунистичке партије Италије, која, међутим, није директно споменута у декрету. Света столица је наставила да издаје осуђивања:
- Чланство у комунистичким партијама, 1. јул 1949.[2]:
- Екскомуникација бискупа Дешеа, 18. фебруар 1950.[3]
- Чланство у комунистичким омладинским организацијама, 28. септембар 1950.[4]
- Узурпација црквених функција од стране државе, 29. јун 1950.[5]
- Бесправна од државе наложена постављања бискупа, 9. април 1951.[6]
- Публикације које подржавају тоталитарни комунизам, 28. јун и 22. јул 1955.[7]

Декрет је потврдио папа Јован XXIII 1959. године, кад је објављено да је Фидел Кастро екскомунициран због вођења комунистичке револуције на Куби.
У односу на овај декрет, неки јеврејски интелектуалци су изразили жаљење што сличан декрет није био или није могао бити правовремено издат и у односу на национал-социјализам, односно нацизам. Ово осјећање жаљења је дио досад незавршене расправе о политичком и историјском насљеђу папе Пија XII.